# Кральовце
Кральовце (словац. Kráľovce) — село в окрузі Кошиці-околиця Кошицького краю Словаччини. Площа села 6,54 км². Станом на 31 грудня 2016 року в селі проживало 1134 жителі.

## Історія
Перші згадки про село датуються 1388 роком.

## Населення
| Рік:            | 1994. | 2004.    | 2014.   | 2024.   |
| --------------- | ----- | -------- | ------- | ------- |
| Кількість осіб: | 938   | 1080     | 1129    | 1154    |
| Різниця:        |       | +15,13 % | +4,53 % | +2,21 % |

| Рік:            | 2023. | 2024.   |
| --------------- | ----- | ------- |
| Кількість осіб: | 1170  | 1154    |
| Різниця:        |       | -1,36 % |